# Everybody Dance (singolo Chic)
Everybody Dance è un singolo del gruppo musicale statunitense Chic, pubblicato nel 1978 ed estratto dall'album Chic.

## Tracce
- 7"

1. Everybody Dance (7" Edit)
2. You Can Get By (7" Edit)

## Cover
Nel 1993 la drag queen RuPaul ha reinterpretato il brano per il suo album di debutto Supermodel of the World.

## Classifiche
| Classifica (1978) | Posizione massima |
| ----------------- | ----------------- |
| Regno Unito       | 9                 |